# Víctor Manuel Ochoa Cadavid
Víctor Manuel Ochoa Cadavid (ur. 18 października 1962 w Bello, zm. 1 czerwca 2025) – kolumbijski duchowny rzymskokatolicki, w latach 2015–2020 biskup Cúcuta, ordynariusz polowy Kolumbii w latach 2021–2025.

## Życiorys
Święcenia kapłańskie przyjął 5 lipca 1986 i został inkardynowany do archidiecezji Medellín. Był m.in. sekretarzem i wychowawcą seminarium w Medellín, dyrektorem domu formacyjnego dla księży archidiecezjalnych w Rzymie oraz dyrektorem Domus Internationalis Paulus VI w tymże mieście.
24 stycznia 2006 papież Benedykt XVI mianował go biskupem pomocniczym Medellín ze stolicą tytularną San Leone. Sakry biskupiej udzielił mu 1 kwietnia 2006 kard. Giovanni Battista Re.
24 stycznia 2011 został mianowany biskupem diecezji Málaga-Soatá, zaś 5 marca 2011 kanonicznie objął urząd.
24 lipca 2015 papież Franciszek przeniósł go na stolicę biskupią Cúcuta. Ingres odbył się 15 sierpnia 2015.
7 grudnia 2020 papież Franciszek przeniósł go na urząd ordynariusza polowego Kolumbii.